# Linda Ochoa-Anderson
Linda Ochoa-Anderson (2 de enero de 1987) es una deportista mexicana, nacionalizada estadounidense, que compite en tiro con arco, en la modalidad de arco compuesto.
Ganó una medalla de bronce en el Campeonato Mundial de Tiro con Arco al Aire Libre de 2021 y dos medallas en el Campeonato Mundial de Tiro con Arco en Sala, bronce en 2012 y oro en 2014.

## Palmarés internacional
| Representando a México           |                            |                   |            |
| Campeonato Mundial en Sala       |                            |                   |            |
| Año                              | Lugar                      | Medalla           | Prueba     |
| 2012                             | Las Vegas (Estados Unidos) | Medalla de bronce | Individual |
| 2014                             | Nimes (Francia)            | Medalla de oro    | Equipo     |
| Representando a Estados Unidos   |                            |                   |            |
| Campeonato Mundial al Aire Libre |                            |                   |            |
| Año                              | Lugar                      | Medalla           | Prueba     |
| 2021                             | Yankton (Estados Unidos)   | Medalla de bronce | Equipo     |